# Herbert Gabriel
Herbert Gabriel (Lebensdaten unbekannt) ist oder war ein deutscher Fußballspieler.

## Karriere
Gabriel wechselte am 21. August 1936 von Arminia Leipzig zum VfB Leipzig, für den er in der laufenden Saison 1935/36 noch eingesetzt wurde und bis 1944 in der Gauliga Sachsen, in einer von zunächst 16, später auf 23 aufgestockten Gauligen zur Zeit des Nationalsozialismus als einheitlich höchste Spielklasse im Deutschen Reich, zum Einsatz kam. Die letzte Saison vor dem Ende des Zweiten Weltkriegs bestritt er in der Staffel 1 der Gruppe Leipzig, als eine von vier Gruppen, der nunmehr aufgeteilten Gauliga Sachsen. Bestes Ergebnis war der zweite Platz am Saisonende 1938/39 mit einem Punkt hinter dem Dresdner SC.
Nachdem der VfB Leipzig 1945, wie alle bürgerlichen Vereine, durch die sowjetische Besatzungsmacht aufgelöst und enteignet worden war, gründeten unter anderem ehemalige VfB-Spieler auf ihrem alten Sportgelände die „SG Probstheida“, der Gabriel bis 1947 angehörte.
Während seiner Vereinszugehörigkeit nahm er mit seiner Mannschaft am Wettbewerb um den Tschammerpokal, den seit 1935 eingeführten Pokalwettbewerb für Vereinsmannschaften, teil. 1936 bestritt er lediglich ein Spiel, und zwar das erst am 3. Januar 1937 im Berliner Olympiastadion ausgetragene Finale, gegen den Vorjahresfinalisten FC Schalke 04, mit Fritz Szepan und Ernst Kuzorra in ihren Reihen. Mit dem VfB Leipzig ging er mit 2:1 als Sieger aus dieser Begegnung hervor, nicht zuletzt mit seinem Tor zum 2:0 in der 31. Minute. Das 1:0 erzielte sein Mitspieler Jakob May in der 20. Minute; der Anschlusstreffer des Schalkers Ernst Kalwitzki in der 42. Minute blieb der einzige in den verbleibenden 48 Minuten.

## Erfolge
- Tschammerpokal-Sieger 1936